# Jōchō
Jōchō (定朝?; ... – Kyoto, 1057) è stato uno scultore giapponese.

## Biografia

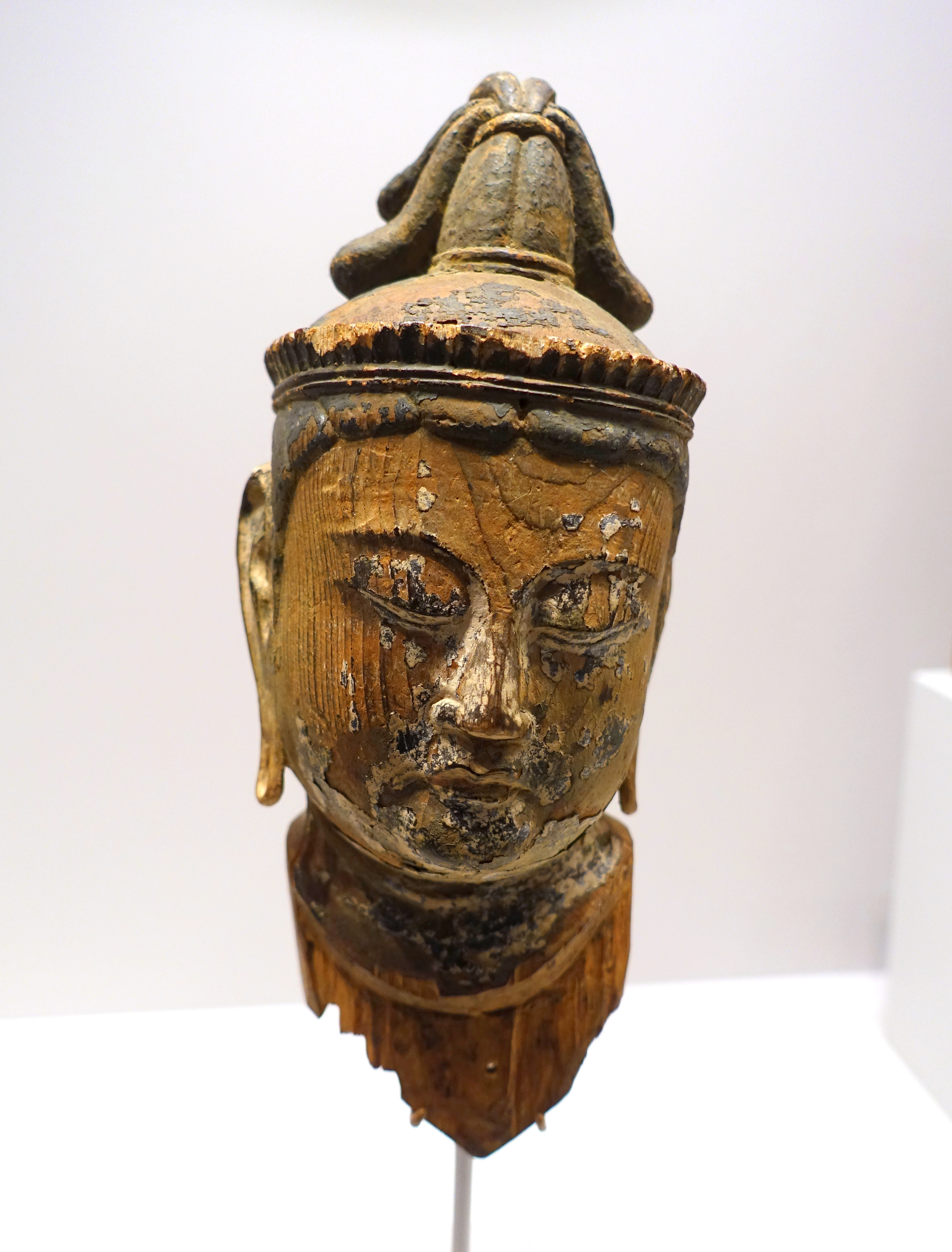
Testa di un Bodhisattva, attribuita a Jocho, Arthur M. Sackler Museum, Harvard University, Cambridge

Jōchō è ritenuto dalla critica artistica il padre della scultura giapponese.
Figlio d'arte, Jōchō esordì lavorando al tempio di Hōjō a Kyoto, prima di ricevere la nomina di scultore ufficiale delle immagini di Buddha.
Jōchō nel corso della sua carriera divenne l'artista favorito di Fujiwara no Michinaga, importante uomo politico contemporaneo, e ricevette numerosi titoli e riconoscimenti, tra i quali quello di "Ponte della legge" nel 1022 e di "Occhio della legge" nel 1048.
Jōchō rinnovò la scultura giapponese introducendo nuovi canoni di proporzione e una nuova tecnica chiamata yosegi (寄木?) che consiste nel tagliare una statua in parecchi pezzi di legno e poi riassemblarli dall'interno, invece di eseguire la scultura con un solo blocco di legno come si usava tradizionalmente. Uno tra i numerosi vantaggi di questa tecnica fu che permise a diversi assistenti di lavorare sulla scultura in una sola volta, accelerando notevolmente il processo. Jōchō, come maestro, effettuò il lavoro di rifinitura.
La tecnica portò a un nuovo canone per le proporzioni che gli storici dell'arte menzionano come prova del genio di Jōchō. Ha basato le misurazioni su un'unità pari alla distanza tra il mento e l'attaccatura dei capelli della figura scolpita. La distanza tra ogni ginocchio è uguale alla distanza dal fondo delle gambe ai capelli. Le ginocchia larghe e distanziate formano così la base di un disegno triangolare, trasmettendo una sensazione di stabilità e di pace. Le espressioni delle sculture di Jōchō trasmettono compassione ed eleganza, e la scultura dettagliata e precisa dei lineamenti del viso proietta una certa gentilezza.
L'opera più significativa di Jōchō ed anche l'unica che è sopravvissuta nel corso dei secoli è una scultura raffigurante Amitabha Buddha, conservata nel Byōdō-in di Uji. La statua è caratterizzata da elementi espressivi che saranno presenti nella posteriore dottrina Jōdo-shū.